# 1534
Portal Geschichte | Portal Biografien | Aktuelle Ereignisse | Jahreskalender | Tagesartikel

◄ |
15. Jahrhundert |
16. Jahrhundert
| 17. Jahrhundert | ►

◄ |
1500er |
1510er |
1520er |
1530er
| 1540er | 1550er | 1560er | ►

◄◄ |
◄ |
1530 |
1531 |
1532 |
1533 |
1534
| 1535 | 1536 | 1537 | 1538 | ► | ►►
Staatsoberhäupter  · Nekrolog  · Literaturjahr · Musikjahr   · Wissenschaftsjahr
| Januar | Januar | Januar | Januar | Januar | Januar | Januar | Januar |
| Kw     | Mo     | Di     | Mi     | Do     | Fr     | Sa     | So     |
| ------ | ------ | ------ | ------ | ------ | ------ | ------ | ------ |
| 1      |        |        |        | 1      | 2      | 3      | 4      |
| 2      | 5      | 6      | 7      | 8      | 9      | 10     | 11     |
| 3      | 12     | 13     | 14     | 15     | 16     | 17     | 18     |
| 4      | 19     | 20     | 21     | 22     | 23     | 24     | 25     |
| 5      | 26     | 27     | 28     | 29     | 30     | 31     |        |

| Februar | Februar | Februar | Februar | Februar | Februar | Februar | Februar |
| Kw      | Mo      | Di      | Mi      | Do      | Fr      | Sa      | So      |
| ------- | ------- | ------- | ------- | ------- | ------- | ------- | ------- |
| 5       |         |         |         |         |         |         | 1       |
| 6       | 2       | 3       | 4       | 5       | 6       | 7       | 8       |
| 7       | 9       | 10      | 11      | 12      | 13      | 14      | 15      |
| 8       | 16      | 17      | 18      | 19      | 20      | 21      | 22      |
| 9       | 23      | 24      | 25      | 26      | 27      | 28      |         |

| März | März | März | März | März | März | März | März |
| Kw   | Mo   | Di   | Mi   | Do   | Fr   | Sa   | So   |
| ---- | ---- | ---- | ---- | ---- | ---- | ---- | ---- |
| 9    |      |      |      |      |      |      | 1    |
| 10   | 2    | 3    | 4    | 5    | 6    | 7    | 8    |
| 11   | 9    | 10   | 11   | 12   | 13   | 14   | 15   |
| 12   | 16   | 17   | 18   | 19   | 20   | 21   | 22   |
| 13   | 23   | 24   | 25   | 26   | 27   | 28   | 29   |
| 14   | 30   | 31   |      |      |      |      |      |

| April | April | April | April | April | April | April | April |
| Kw    | Mo    | Di    | Mi    | Do    | Fr    | Sa    | So    |
| ----- | ----- | ----- | ----- | ----- | ----- | ----- | ----- |
| 14    |       |       | 1     | 2     | 3     | 4     | 5     |
| 15    | 6     | 7     | 8     | 9     | 10    | 11    | 12    |
| 16    | 13    | 14    | 15    | 16    | 17    | 18    | 19    |
| 17    | 20    | 21    | 22    | 23    | 24    | 25    | 26    |
| 18    | 27    | 28    | 29    | 30    |       |       |       |

| Mai | Mai | Mai | Mai | Mai | Mai | Mai | Mai |
| Kw  | Mo  | Di  | Mi  | Do  | Fr  | Sa  | So  |
| --- | --- | --- | --- | --- | --- | --- | --- |
| 18  |     |     |     |     | 1   | 2   | 3   |
| 19  | 4   | 5   | 6   | 7   | 8   | 9   | 10  |
| 20  | 11  | 12  | 13  | 14  | 15  | 16  | 17  |
| 21  | 18  | 19  | 20  | 21  | 22  | 23  | 24  |
| 22  | 25  | 26  | 27  | 28  | 29  | 30  | 31  |

| Juni | Juni | Juni | Juni | Juni | Juni | Juni | Juni |
| Kw   | Mo   | Di   | Mi   | Do   | Fr   | Sa   | So   |
| ---- | ---- | ---- | ---- | ---- | ---- | ---- | ---- |
| 23   | 1    | 2    | 3    | 4    | 5    | 6    | 7    |
| 24   | 8    | 9    | 10   | 11   | 12   | 13   | 14   |
| 25   | 15   | 16   | 17   | 18   | 19   | 20   | 21   |
| 26   | 22   | 23   | 24   | 25   | 26   | 27   | 28   |
| 27   | 29   | 30   |      |      |      |      |      |

| Juli | Juli | Juli | Juli | Juli | Juli | Juli | Juli |
| Kw   | Mo   | Di   | Mi   | Do   | Fr   | Sa   | So   |
| ---- | ---- | ---- | ---- | ---- | ---- | ---- | ---- |
| 27   |      |      | 1    | 2    | 3    | 4    | 5    |
| 28   | 6    | 7    | 8    | 9    | 10   | 11   | 12   |
| 29   | 13   | 14   | 15   | 16   | 17   | 18   | 19   |
| 30   | 20   | 21   | 22   | 23   | 24   | 25   | 26   |
| 31   | 27   | 28   | 29   | 30   | 31   |      |      |

| August | August | August | August | August | August | August | August |
| Kw     | Mo     | Di     | Mi     | Do     | Fr     | Sa     | So     |
| ------ | ------ | ------ | ------ | ------ | ------ | ------ | ------ |
| 31     |        |        |        |        |        | 1      | 2      |
| 32     | 3      | 4      | 5      | 6      | 7      | 8      | 9      |
| 33     | 10     | 11     | 12     | 13     | 14     | 15     | 16     |
| 34     | 17     | 18     | 19     | 20     | 21     | 22     | 23     |
| 35     | 24     | 25     | 26     | 27     | 28     | 29     | 30     |
| 36     | 31     |        |        |        |        |        |        |

| September | September | September | September | September | September | September | September |
| Kw        | Mo        | Di        | Mi        | Do        | Fr        | Sa        | So        |
| --------- | --------- | --------- | --------- | --------- | --------- | --------- | --------- |
| 36        |           | 1         | 2         | 3         | 4         | 5         | 6         |
| 37        | 7         | 8         | 9         | 10        | 11        | 12        | 13        |
| 38        | 14        | 15        | 16        | 17        | 18        | 19        | 20        |
| 39        | 21        | 22        | 23        | 24        | 25        | 26        | 27        |
| 40        | 28        | 29        | 30        |           |           |           |           |

| Oktober | Oktober | Oktober | Oktober | Oktober | Oktober | Oktober | Oktober |
| Kw      | Mo      | Di      | Mi      | Do      | Fr      | Sa      | So      |
| ------- | ------- | ------- | ------- | ------- | ------- | ------- | ------- |
| 40      |         |         |         | 1       | 2       | 3       | 4       |
| 41      | 5       | 6       | 7       | 8       | 9       | 10      | 11      |
| 42      | 12      | 13      | 14      | 15      | 16      | 17      | 18      |
| 43      | 19      | 20      | 21      | 22      | 23      | 24      | 25      |
| 44      | 26      | 27      | 28      | 29      | 30      | 31      |         |

| November | November | November | November | November | November | November | November |
| Kw       | Mo       | Di       | Mi       | Do       | Fr       | Sa       | So       |
| -------- | -------- | -------- | -------- | -------- | -------- | -------- | -------- |
| 44       |          |          |          |          |          |          | 1        |
| 45       | 2        | 3        | 4        | 5        | 6        | 7        | 8        |
| 46       | 9        | 10       | 11       | 12       | 13       | 14       | 15       |
| 47       | 16       | 17       | 18       | 19       | 20       | 21       | 22       |
| 48       | 23       | 24       | 25       | 26       | 27       | 28       | 29       |
| 49       | 30       |          |          |          |          |          |          |

| Dezember | Dezember | Dezember | Dezember | Dezember | Dezember | Dezember | Dezember |
| Kw       | Mo       | Di       | Mi       | Do       | Fr       | Sa       | So       |
| -------- | -------- | -------- | -------- | -------- | -------- | -------- | -------- |
| 49       |          | 1        | 2        | 3        | 4        | 5        | 6        |
| 50       | 7        | 8        | 9        | 10       | 11       | 12       | 13       |
| 51       | 14       | 15       | 16       | 17       | 18       | 19       | 20       |
| 52       | 21       | 22       | 23       | 24       | 25       | 26       | 27       |
| 53       | 28       | 29       | 30       | 31       |          |          |          |

| Januar | Januar | Januar | Januar | Januar | Januar | Januar | Januar |
| Kw     | Mo     | Di     | Mi     | Do     | Fr     | Sa     | So     |
| ------ | ------ | ------ | ------ | ------ | ------ | ------ | ------ |
| 1      |        |        |        | 1      | 2      | 3      | 4      |
| 2      | 5      | 6      | 7      | 8      | 9      | 10     | 11     |
| 3      | 12     | 13     | 14     | 15     | 16     | 17     | 18     |
| 4      | 19     | 20     | 21     | 22     | 23     | 24     | 25     |
| 5      | 26     | 27     | 28     | 29     | 30     | 31     |        |

| Februar | Februar | Februar | Februar | Februar | Februar | Februar | Februar |
| Kw      | Mo      | Di      | Mi      | Do      | Fr      | Sa      | So      |
| ------- | ------- | ------- | ------- | ------- | ------- | ------- | ------- |
| 5       |         |         |         |         |         |         | 1       |
| 6       | 2       | 3       | 4       | 5       | 6       | 7       | 8       |
| 7       | 9       | 10      | 11      | 12      | 13      | 14      | 15      |
| 8       | 16      | 17      | 18      | 19      | 20      | 21      | 22      |
| 9       | 23      | 24      | 25      | 26      | 27      | 28      |         |

| März | März | März | März | März | März | März | März |
| Kw   | Mo   | Di   | Mi   | Do   | Fr   | Sa   | So   |
| ---- | ---- | ---- | ---- | ---- | ---- | ---- | ---- |
| 9    |      |      |      |      |      |      | 1    |
| 10   | 2    | 3    | 4    | 5    | 6    | 7    | 8    |
| 11   | 9    | 10   | 11   | 12   | 13   | 14   | 15   |
| 12   | 16   | 17   | 18   | 19   | 20   | 21   | 22   |
| 13   | 23   | 24   | 25   | 26   | 27   | 28   | 29   |
| 14   | 30   | 31   |      |      |      |      |      |

| April | April | April | April | April | April | April | April |
| Kw    | Mo    | Di    | Mi    | Do    | Fr    | Sa    | So    |
| ----- | ----- | ----- | ----- | ----- | ----- | ----- | ----- |
| 14    |       |       | 1     | 2     | 3     | 4     | 5     |
| 15    | 6     | 7     | 8     | 9     | 10    | 11    | 12    |
| 16    | 13    | 14    | 15    | 16    | 17    | 18    | 19    |
| 17    | 20    | 21    | 22    | 23    | 24    | 25    | 26    |
| 18    | 27    | 28    | 29    | 30    |       |       |       |

| Mai | Mai | Mai | Mai | Mai | Mai | Mai | Mai |
| Kw  | Mo  | Di  | Mi  | Do  | Fr  | Sa  | So  |
| --- | --- | --- | --- | --- | --- | --- | --- |
| 18  |     |     |     |     | 1   | 2   | 3   |
| 19  | 4   | 5   | 6   | 7   | 8   | 9   | 10  |
| 20  | 11  | 12  | 13  | 14  | 15  | 16  | 17  |
| 21  | 18  | 19  | 20  | 21  | 22  | 23  | 24  |
| 22  | 25  | 26  | 27  | 28  | 29  | 30  | 31  |

| Juni | Juni | Juni | Juni | Juni | Juni | Juni | Juni |
| Kw   | Mo   | Di   | Mi   | Do   | Fr   | Sa   | So   |
| ---- | ---- | ---- | ---- | ---- | ---- | ---- | ---- |
| 23   | 1    | 2    | 3    | 4    | 5    | 6    | 7    |
| 24   | 8    | 9    | 10   | 11   | 12   | 13   | 14   |
| 25   | 15   | 16   | 17   | 18   | 19   | 20   | 21   |
| 26   | 22   | 23   | 24   | 25   | 26   | 27   | 28   |
| 27   | 29   | 30   |      |      |      |      |      |

| Juli | Juli | Juli | Juli | Juli | Juli | Juli | Juli |
| Kw   | Mo   | Di   | Mi   | Do   | Fr   | Sa   | So   |
| ---- | ---- | ---- | ---- | ---- | ---- | ---- | ---- |
| 27   |      |      | 1    | 2    | 3    | 4    | 5    |
| 28   | 6    | 7    | 8    | 9    | 10   | 11   | 12   |
| 29   | 13   | 14   | 15   | 16   | 17   | 18   | 19   |
| 30   | 20   | 21   | 22   | 23   | 24   | 25   | 26   |
| 31   | 27   | 28   | 29   | 30   | 31   |      |      |

| August | August | August | August | August | August | August | August |
| Kw     | Mo     | Di     | Mi     | Do     | Fr     | Sa     | So     |
| ------ | ------ | ------ | ------ | ------ | ------ | ------ | ------ |
| 31     |        |        |        |        |        | 1      | 2      |
| 32     | 3      | 4      | 5      | 6      | 7      | 8      | 9      |
| 33     | 10     | 11     | 12     | 13     | 14     | 15     | 16     |
| 34     | 17     | 18     | 19     | 20     | 21     | 22     | 23     |
| 35     | 24     | 25     | 26     | 27     | 28     | 29     | 30     |
| 36     | 31     |        |        |        |        |        |        |

| September | September | September | September | September | September | September | September |
| Kw        | Mo        | Di        | Mi        | Do        | Fr        | Sa        | So        |
| --------- | --------- | --------- | --------- | --------- | --------- | --------- | --------- |
| 36        |           | 1         | 2         | 3         | 4         | 5         | 6         |
| 37        | 7         | 8         | 9         | 10        | 11        | 12        | 13        |
| 38        | 14        | 15        | 16        | 17        | 18        | 19        | 20        |
| 39        | 21        | 22        | 23        | 24        | 25        | 26        | 27        |
| 40        | 28        | 29        | 30        |           |           |           |           |

| Oktober | Oktober | Oktober | Oktober | Oktober | Oktober | Oktober | Oktober |
| Kw      | Mo      | Di      | Mi      | Do      | Fr      | Sa      | So      |
| ------- | ------- | ------- | ------- | ------- | ------- | ------- | ------- |
| 40      |         |         |         | 1       | 2       | 3       | 4       |
| 41      | 5       | 6       | 7       | 8       | 9       | 10      | 11      |
| 42      | 12      | 13      | 14      | 15      | 16      | 17      | 18      |
| 43      | 19      | 20      | 21      | 22      | 23      | 24      | 25      |
| 44      | 26      | 27      | 28      | 29      | 30      | 31      |         |

| November | November | November | November | November | November | November | November |
| Kw       | Mo       | Di       | Mi       | Do       | Fr       | Sa       | So       |
| -------- | -------- | -------- | -------- | -------- | -------- | -------- | -------- |
| 44       |          |          |          |          |          |          | 1        |
| 45       | 2        | 3        | 4        | 5        | 6        | 7        | 8        |
| 46       | 9        | 10       | 11       | 12       | 13       | 14       | 15       |
| 47       | 16       | 17       | 18       | 19       | 20       | 21       | 22       |
| 48       | 23       | 24       | 25       | 26       | 27       | 28       | 29       |
| 49       | 30       |          |          |          |          |          |          |

| Dezember | Dezember | Dezember | Dezember | Dezember | Dezember | Dezember | Dezember |
| Kw       | Mo       | Di       | Mi       | Do       | Fr       | Sa       | So       |
| -------- | -------- | -------- | -------- | -------- | -------- | -------- | -------- |
| 49       |          | 1        | 2        | 3        | 4        | 5        | 6        |
| 50       | 7        | 8        | 9        | 10       | 11       | 12       | 13       |
| 51       | 14       | 15       | 16       | 17       | 18       | 19       | 20       |
| 52       | 21       | 22       | 23       | 24       | 25       | 26       | 27       |
| 53       | 28       | 29       | 30       | 31       |          |          |          |

## Ereignisse

### Politik und Weltgeschehen

#### Frankreich / Entdeckungsreise Jacques Cartiers

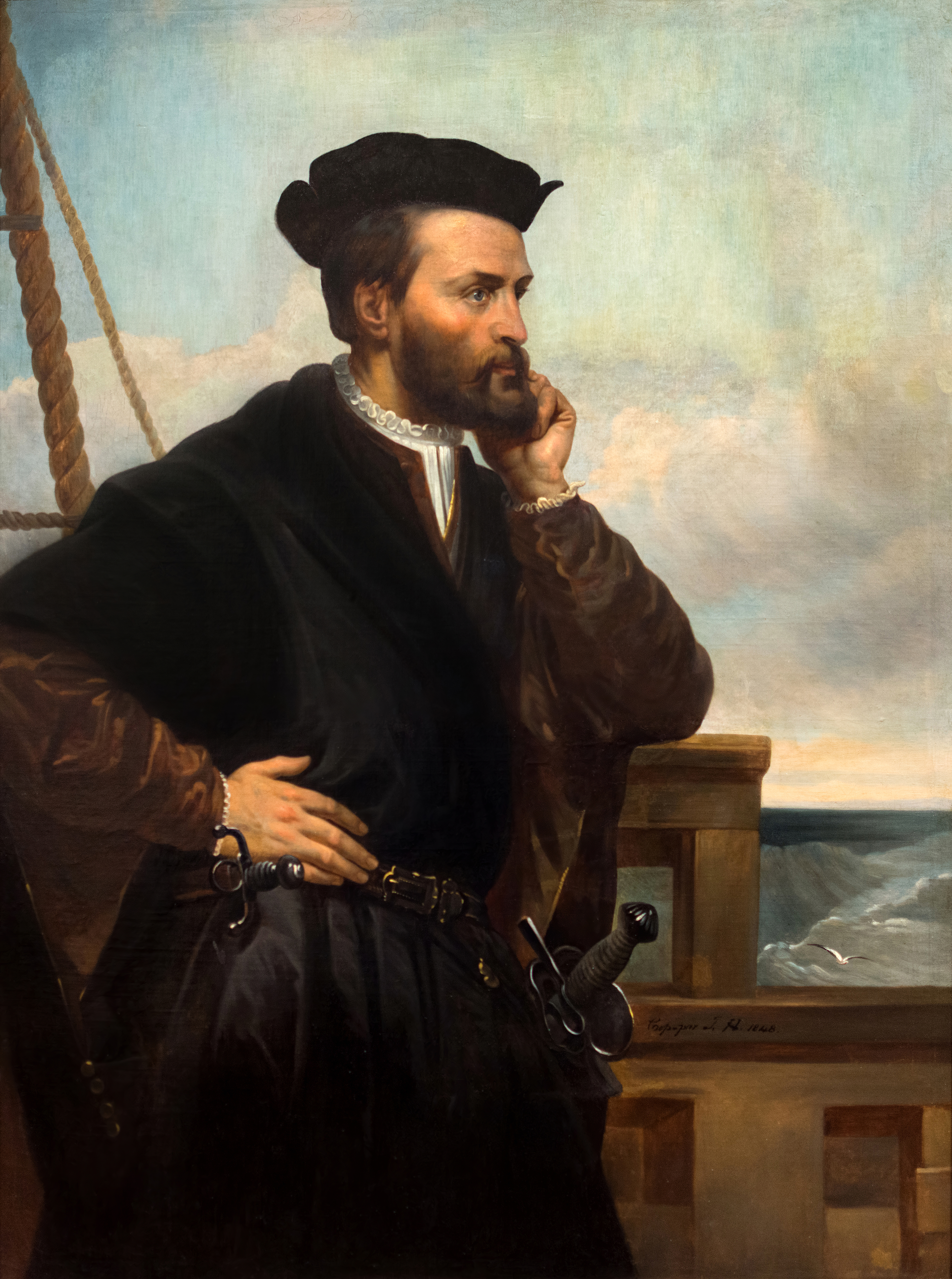
Jacques Cartier, historisierendes Gemälde

- 20. April: Der französische Seefahrer Jacques Cartier startet auf Geheiß von König Franz I. von Saint-Malo aus zu einer Entdeckungsreise mit dem Auftrag, bei Neufundland Fischgründe zu suchen. Er findet indessen Gebiete, die später Neufrankreich werden. Er passiert die Nordküste von Neufundland, segelt durch die Belle-Isle-Straße und gelangt am 6. Juli in die Baie des Chaleurs. Hier kommt es zum ersten Kontakt mit den Ureinwohnern Amerikas vom Algonkin-Volk der Mi’kmaq. Im Anschluss fährt er den Sankt-Lorenz-Golf hinauf.
- 24. Juli: Jacques Cartier erreicht die Mündung des Sankt-Lorenz-Stromes und nimmt auf der Halbinsel Gaspésie das Gebiet für die französische Krone in Besitz.
- Beginn der Kolonisierung von Kanada: Jacques Cartier erreicht als erster Europäer die spätere Prince Edward Island, die von den Franzosen Île Saint-Jean genannt wird.

#### Heiliges Römisches Reich

##### Das Täuferreich von Münster

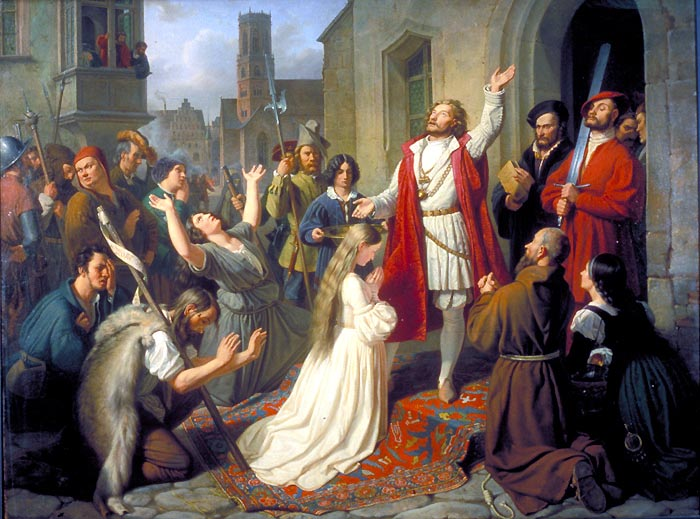
Jan van Leiden bei der Taufe eines Mädchens. (Historisierendes Bild, Franz Bähr, 1840)

Jan Matthys sendet Jan van Leiden im Januar als Apostel der Täufer nach Münster. Dieser beginnt dort umgehend mit den Erwachsenentaufen. Bei der turnusmäßigen Wahl am 23. Februar siegen die Täufer, woraufhin Matthys und van Leiden gemeinsam mit dem neu gewählten Bürgermeister Bernd Knipperdolling, den Stadträten Bernd und Heinrich Krechting und dem Prediger Bernd Rothmann das Täuferreich von Münster gründen. Wer katholischen oder nichttäuferischen protestantischen Glaubens ist, und die Stadt nicht schon vorher verlassen hat, wird zur Taufe gezwungen oder aus der Stadt vertrieben. Da die Erwachsenentaufe gegen das Reichsgesetz verstößt, beginnt Fürstbischof Franz von Waldeck mit Unterstützung von Reichstruppen am 28. Februar mit der Belagerung der Stadt.
In den folgenden Wochen erfolgt ein radikaler Umbau der Strukturen in der Stadt. Die Täufer zerstören bei einem Bildersturm in den Kirchen alles, was an die Heiligen und an die Kleriker erinnert und vernichten dabei zahlreiche Kunstschätze. Sie konfiszieren Eigentum in der Stadt, führen unter anderem eine an die Gütergemeinschaft der Jerusalemer Urgemeinde angelehnte Gütergemeinschaft ein und lassen das Stadtarchiv und Archive der Erbmänner verbrennen.
Als das von Jan Matthys für Ostern verkündete Erscheinen Christi ausbleibt, zieht Matthys mit einigen Getreuen vor die Stadt und wird dort am Ostertag, dem 5. April, von den Belagerern getötet. Ab diesem Zeitpunkt ist Jan van Leiden faktisches Oberhaupt der münsterschen Täufer. Er ernennt sich selbst im Laufe des Jahres zum König des „Neuen Jerusalem“ und Heinrich Krechting zu seinem Kanzler. Auf Grund des großen Frauenüberschusses führt er in Münster überdies die Polygynie ein. Opposition innerhalb der Stadt wird massiv unterdrückt.

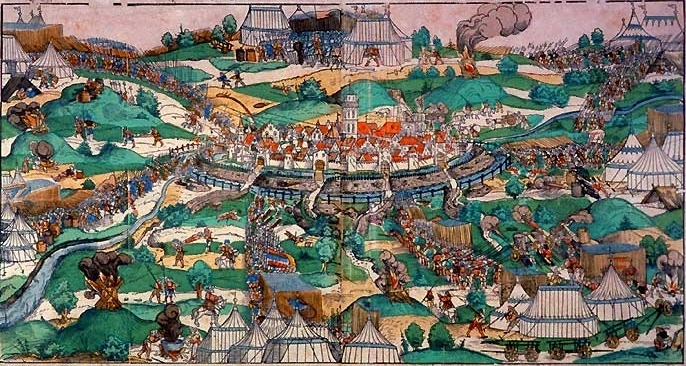
Angriff auf Münster durch die Truppen von Franz von Waldeck

Obwohl im Lauf des Jahres durch die Belagerung bereits eine Mangelsituation innerhalb der Stadtmauern auftritt, gelingt es Franz von Waldeck im Jahr 1534 nicht, die Stadt einzunehmen. Doch es gelingt auch den Täufern nicht, Unterstützung für ihre Sache von außen zu erhalten. Im September werden „Missionare“ in benachbarte Städte geschickt. Diese werden jedoch entweder von bischöflichen Truppen abgefangen oder in ihren Zielstädten aufgegriffen. Diejenigen, die predigen können, haben geringen Erfolg. Lediglich in Warendorf übernehmen die Täufer für eine Woche die Kontrolle der Stadt, werden aber schnell von bischöflichen Soldaten geschlagen. Im Oktober scheitert auch ein Hilfegesuch an die niederländische Täuferbewegung, die sich dort ebenfalls unter massivem Druck befindet.

##### Weitere Ereignisse in Deutschland
- 13. Mai: In der Schlacht bei Lauffen siegt der protestantische Landgraf Philipp I. von Hessen mit seinen Truppen über Habsburger Kräfte. Er verschafft damit dem 1519 vertriebenen Herzog Ulrich von Württemberg Macht und sein Herzogtum wieder. Der Vertrag von Kaaden bestätigt am 29. Juni Ulrichs Besitz, was weitergehend als Herstellung eines politischen Gleichgewichts innerhalb der deutschen Staaten aufgefasst wird. Ulrich veranlasst nach seiner Rückkehr die Reformation in Württemberg.
- 18. November: Der Frieden von Stockelsdorf beendet die im Frühjahr ausgebrochene Grafenfehde zunächst nur in Holstein und dem Lübecker Umland, während sie in Dänemark fortgesetzt wird.
- Nach dem Aufstand der 104 Männer im Jahr 1532 wird in Bremen mit der Neuen Eintracht das alte Bremer Stadtrecht mit gestärkten Machtbefugnissen des Rates wiederhergestellt.
- Der 1488 gegründete Schwäbische Bund zerbricht an konfessionellen Gegensätzen.

#### Andernorts in Europa
- 4. Juli: Der Adel wählt Christian III. zum König von Dänemark und Norwegen, nachdem das Land im Zuge der Grafenfehde von Lübeck aus angegriffen worden ist, um den früheren König Christian II. auf den Thron zu bringen.
- 18. Oktober: Die Affaire des Placards beendet die eher versöhnliche Religionspolitik von König Franz I. in Frankreich gegenüber lutherischen Protestanten. In Paris und vier weiteren Städten hängen am Morgen gegen die katholische Auffassung der Eucharistie gerichtete Plakate.

#### Osmanisches Reich
- 17. August: Der osmanische Korsar Khair ad-Din Barbarossa nimmt die Hafenstadt Tunis ein. Das ist der Auslöser für den Tunisfeldzug Kaiser Karls V. im nächsten Jahr.
- 4. Dezember: Truppen von Süleyman I. erobern Bagdad.
- Mesopotamien wird vom Osmanischen Reich besetzt.

#### Südamerika
- Juli: Der spanische Konquistador Sebastián de Belalcázar nimmt Quito, die Hauptstadt des nördlichen Inkareichs, ein. Am 6. Dezember gründet er mit 202 weiteren Spaniern die Stadt San Francisco de Quito neu.

### Wirtschaft

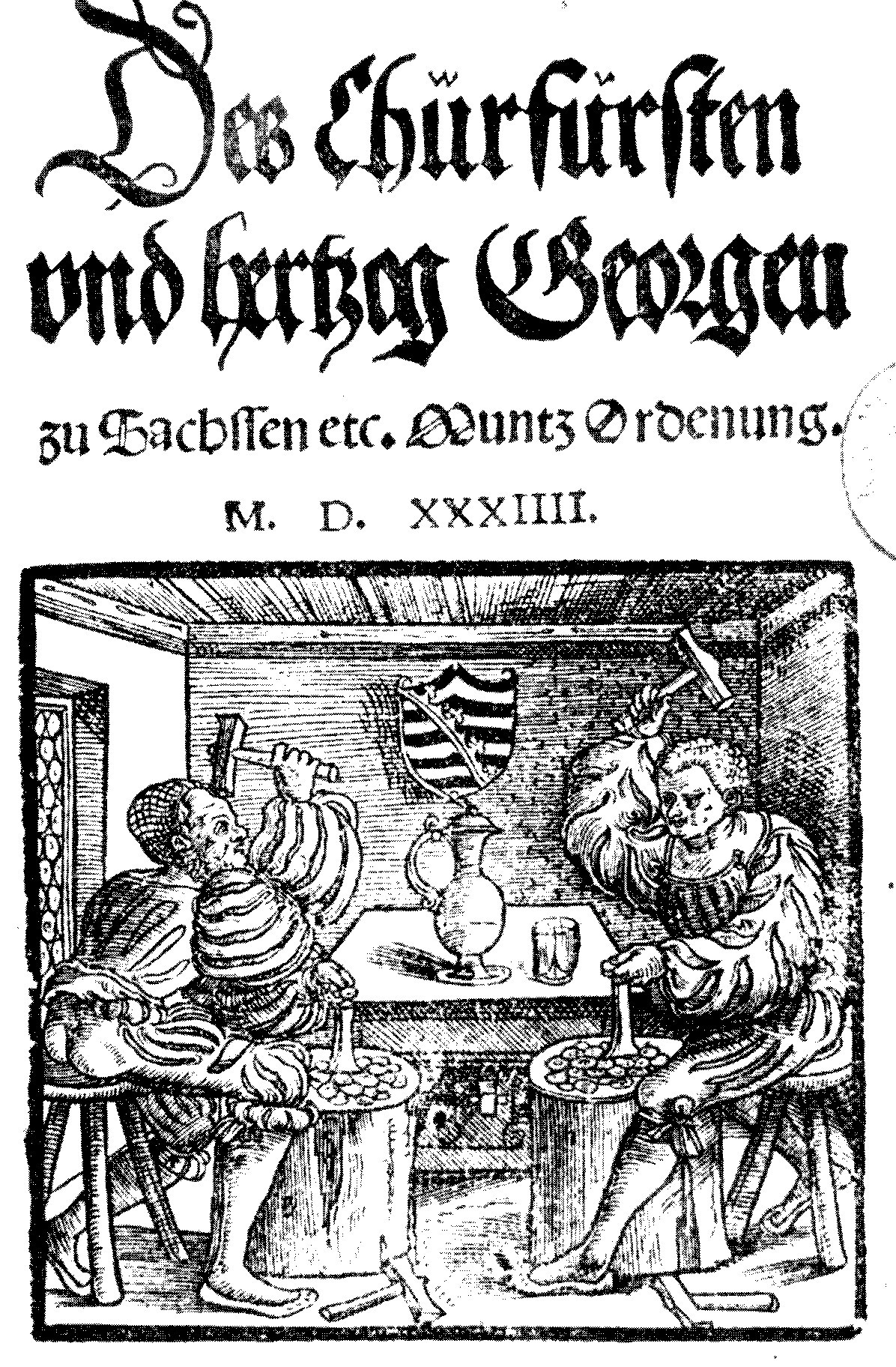
Sächsisches Münzmandat Herzog Georgs von 1534

- 20. Januar: Mit der Sächsischen Münzordnung wird die rund dreijährige Sächsische Münztrennung zwischen Ernestinern und Albertinern beendet.

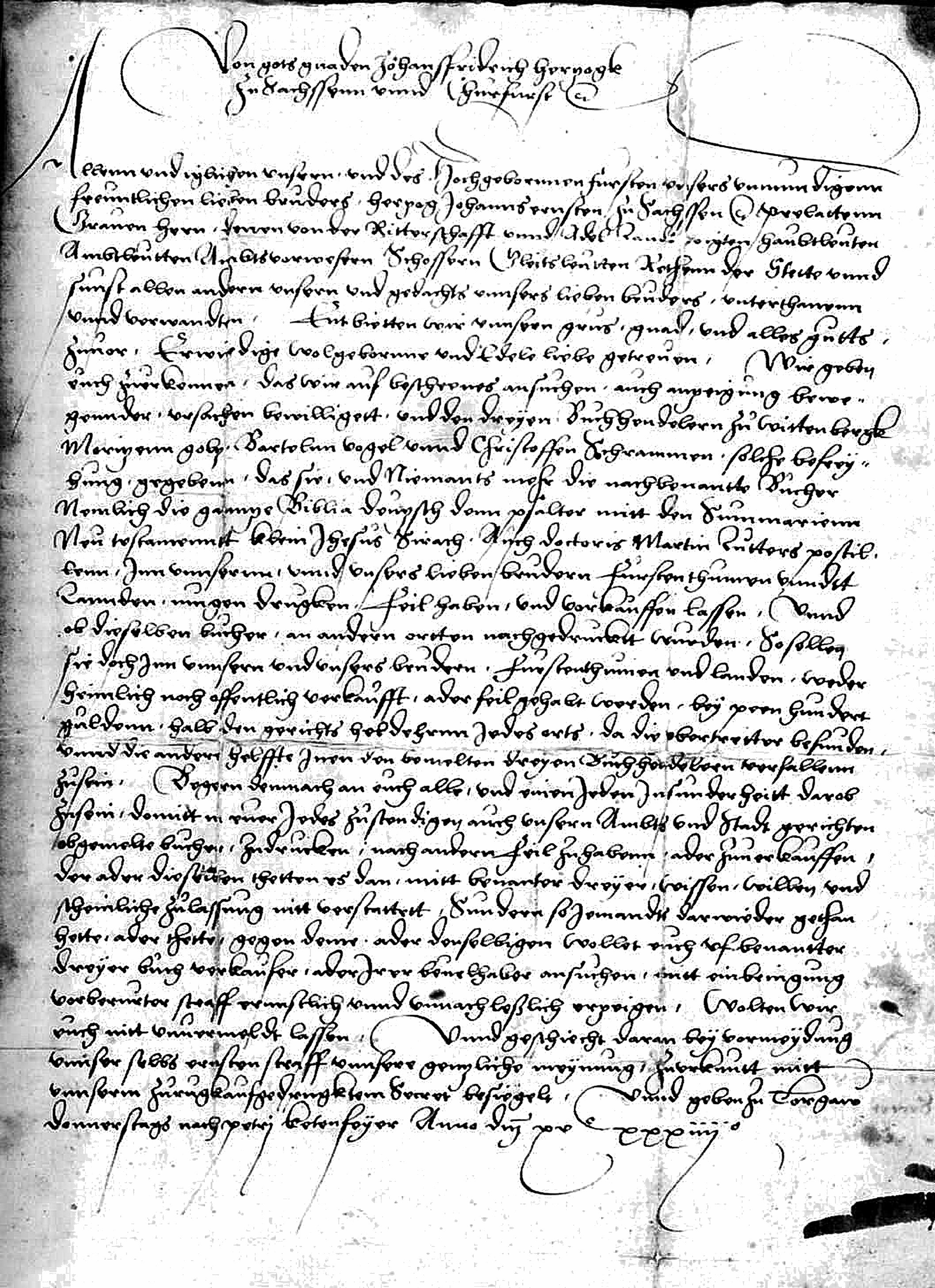
Kursächsisches Privileg von 1534

- Der wittenbergische Buchhändler und Verleger Moritz Goltz erhält mit seiner Verlegergemeinschaft das Privileg des sächsischen Königs, die Werke Martin Luthers zu drucken.

### Kultur
- Das Fachwerkhaus Alte Waage in Braunschweig wird errichtet.
- Im Roman La vie très horrifique du grand Gargantua, dem zweiten Teil des Romanzyklus Gargantua und Pantagruel, erwähnt François Rabelais fast 300 französische Spiele seiner Zeit, die sein Held spielen muss.

### Religion

#### Reformation
- Martin Luther lässt in der Druckerei Hans Lufft die erste vollständige Fassung seiner Lutherbibel drucken, der klassischen deutschen, am weitesten verbreiteten Bibelübersetzung. Sie beeinflusst die deutsche Literatur und Sprache nachhaltig und spielt bei der Herausbildung einer einheitlichen deutschen Schriftsprache eine entscheidende Rolle.
- Das Herzogtum Württemberg führt die Reformation ein.

#### Katholische Kirche

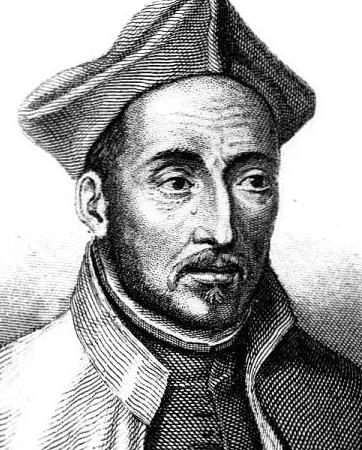
Ignatius von Loyola

- 15. August: Ein Freundeskreis um Ignatius von Loyola gründet die katholische Ordensgemeinschaft der Gesellschaft Jesu (Societas Jesu, SJ), die Jesuiten.
- Papst Clemens VII. stirbt am 25. September in Rom durch eine Pilzvergiftung und wird in der Kirche Santa Maria sopra Minerva beigesetzt. Das Konklave wählt am 13. Oktober Alessandro Farnese als Paul III. zu seinem Nachfolger. Dieser ist ein klassischer Vertreter des Nepotismus, bereits am 18. Dezember ernennt er zwei seiner Neffen zu Kardinälen.

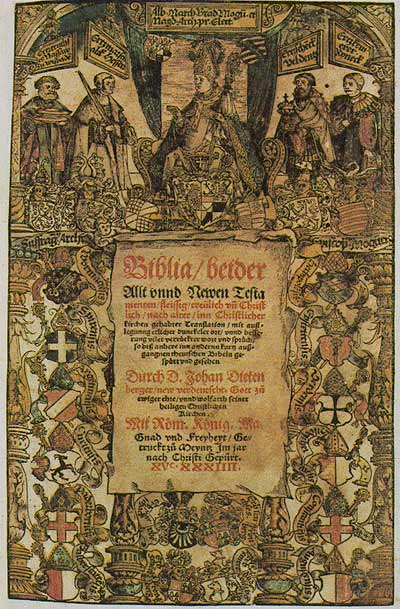
Biblia beider Allt vnnd Newen Testamenten von Johann Dietenberger

- Die erste Ausgabe der Dietenberger-Bibel von Johannes Dietenberger als katholische Gegenübersetzung zur Lutherbibel erscheint in Mainz. Es ist die erste übersetzte katholische Vollbibel mit Neuem und Altem Testament.
- Der venezianische Laie Hieronymus Aemiliani gründet in der Nähe von Mailand die Ordensgemeinschaft der Somasker.

#### Anglikanische Kirche
- Heinrich VIII. gründet die anglikanische Kirche.
- 3. November: Mit der Suprematsakte akzeptiert das Parlament König Heinrich VIII. als künftiges Oberhaupt der Church of England.

## Geboren

### Geburtsdatum gesichert
- 06. Januar: Balthasar Sartorius, deutscher lutherischer Theologe († 1609)
- 24. Januar: Setthathirath, König von Lan Xang und Lan Na im heutigen Laos, Nordost- und Nord-Thailand († 1571 oder später)
- 25. Januar: Christoph Walther II, deutscher Bildhauer († 1584)
- 05. Februar: Giovanni de’ Bardi, italienischer Soldat, Komponist und Dichter († 1612)
- 19. März: José de Anchieta, spanischer Missionar, Jesuit und Sprachforscher († 1597)
- 10. April: Conrad von Pappenheim, kaiserlicher Oberst († 1603)
- 03. Juni: Hosokawa Fujitaka, japanischer Fürst und Dichter († 1610)
- 15. Juni: Henri I. de Montmorency, Herzog von Montmorency, Marschall und Connétable von Frankreich († 1614)
- 23. Juni: Oda Nobunaga, japanischer Fürst (Daimyō) und einer der „drei Reichseiniger“ († 1582)
- 01. Juli: Friedrich II., König von Dänemark und Norwegen († 1588)
- 03. Juli: Myeongjong, 13. König der Joseon-Dynastie in Korea († 1567)
- 18. Juli: Zacharias Ursinus, deutscher reformierter Theologe († 1583)
- 12. August: Maximilian von Pasqualini, italienischer Architekt († 1572)
- 24. September: Ram Das, Sikh-Guru, Mitbegründer der Stadt Amritsar († 1581)
- 28. September: Samuel Eisenmenger, deutscher Mediziner, Theologe und Astrologe († 1585)
- 04. Oktober: Wilhelm I., Graf von Schwarzburg-Frankenhausen († 1598)
- 18. Oktober: Jean Passerat, französischer Schriftsteller und Lyriker († 1602)
- 06. November: Joachim Camerarius der Jüngere, deutscher Arzt, Botaniker und Naturforscher († 1598)
- 17. November: Karl, Fürst von Anhalt († 1561)
- 16. Dezember: Hans Bol, niederländischer Zeichner und Maler († 1593)
- 16. Dezember: Lucas Osiander der Ältere, deutscher Pfarrer der Evangelischen Landeskirche in  Württemberg († 1604)

### Genaues Geburtsdatum unbekannt
- Lodovico Agostini, italienischer Komponist, Sänger, Priester und Lehrer († 1590)
- Tobias Egli, Schweizer Pfarrer († 1574)
- Dietrich Flade, deutscher Jurist, kurfürstlicher Rat, Richter und Stadtschultheiß († 1589)
- Lucas de Heere, flämischer Maler, Poet und Dichter († 1584)
- Isaak Luria, Rabbiner und Kabbalist in Syrien und Ägypten (gest. 1572)
- Alessandro Sforza, Bischof von Parma und Erzpriester der Basilika Santa Maria Maggiore († 1581)
- Pavao Skalić, kroatischer Enzyklopädist, Humanist und Abenteurer († 1575)

### Geboren um 1534
- James Hepburn, 4. Earl of Bothwell, schottischer Adeliger und 3. Ehemann von Maria Stuart († 1578)

## Gestorben

### Todesdatum gesichert
- 09. Januar: Johannes Aventinus, deutscher Chronist (* 1477)
- 24. Januar: Guillaume Briçonnet, französischer Bischof (* 1470)
- 25. Januar: Magdalene von Sachsen, Kurprinzessin von Brandenburg (* 1507)
- 06. Februar: Johannes Bernhardi, deutscher Rhetoriker und Physiker (* um 1490)
- 04. Februar: Alonso de Fonseca III., Erzbischof von Santiago de Compostela und Toledo (* 1476)
- 15. Februar: Barbara von Polen, Herzogin von Sachsen (* 1478)
- 01. März: Henry Brandon, 1. Earl of Lincoln, englischer Adeliger (* 1523)
- 05. März: Antonio da Correggio, italienischer Maler der Renaissance (* 1489)
- 17. März: Stephan Báthory von Somlyó, Woiwode von Siebenbürgen (* 1477)
- 17. März: Vojtěch von Pernstein, Landeshauptmann von Böhmen (* 1490)
- 19. März: Ayşe Hafsa Sultan, Mutter des Sultans Süleyman I. und einflussreiche Frau im Osmanischen Reich (* 1479)
- 19. März: Michael Weiße, böhmischer Pfarrer und Dichter (* um 1488)
- 26. März: Gabriel de Gramont, Bischof von Tarbes, Erzbischof von Toulouse und Kardinal (* 1486)
- 05. April: Jan Matthys, niederländischer Bäcker und Täufer (* 1490)
- 21. April: Elizabeth Barton, englische Predigerin und Prophetin (* um 1506)
- 27. April: Alfradis von der Borch, von 1512 bis 1527 Äbtissin und von 1527 bis 1534 Titular-Äbtissin des Frauenstiftes Kaufungen
- 04. Juni: Veit Warbeck, Übersetzer des Romans Die schöne Magelone (* um 1490)
- 29. Juni: Silvester von Schaumberg, Reichsritter und Amtmann von Münnerstadt, Veldenstein und Parkstein
- 04. Juli: Anastasia von Brandenburg, Gräfin von Henneberg (* 1478)
- 21. August: Philippe de Villiers de l’Isle-Adam, Großmeister des Johanniterordens auf Rhodos und Malta (* 1464)
- 02. September: Gerald FitzGerald, 9. Earl of Kildare, irischer Peer und Lord Deputy von Irland (* 1487)
- 07. September: Lazarus Spengler, geistlicher Liederdichter (* 1479)
- 16. September: Kilian Weybeck, Benediktiner und Abt der Abtei Niederaltaich (* nach 1450)
- 25. September: Giulio de’ Medici, unter dem Namen Clemens VII. Papst (* 1478)
- 25. September: Adam Weiß, deutscher evangelischer Theologe und Reformator (* um 1490)
- 30. Oktober: Benedikt Ried, deutscher Architekt (* um 1454)
- 31. Oktober: Alfonso I. d’Este, Herzog von Ferrara, Modena und Reggio (* 1476)
- 23. November: Otto Brunfels, deutscher Theologe und Botaniker (* 1488)
- 11. Dezember: Margareta von Beichlingen, Fürstäbtissin des Stifts Essen (* vor 1508)
- 24. Dezember: Antoine Augereau, französischer Schriftschneider, Typograf, Buchhändler und Verleger (* 1485)
- 27. Dezember: Antonio da Sangallo der Ältere, italienischer Architekt und Festungsbauer (* um 1455)

### Genaues Sterbedatum unbekannt
- vor dem 17. Oktober: Jakob Bach, Dombaumeister in Frankfurt am Main
- Sebastian von Rotenhan, deutscher Ritter, Kartograf und Humanist (* um 1478)